# Коммунистическая партия (большевиков) Литвы и Белоруссии
Коммунистическая партия (большевиков) Литвы и Белоруссии (КП(б) ЛиБ) — политическая партия (составная часть РКП(б)), существовавшая в Литве и Белоруссии в 1919—1920 годах и правившая в Литовско-Белорусской Советской Социалистической Республике.

## Создание
8—11 августа 1918 в Смоленске прошла краевая конференция коммунистических организаций оккупированных районов Белоруссии и Литвы. Главную задачу организаций конференция видела в подготовке вооруженного восстания, создании и укреплении партизанских отрядов, вооружении трудящихся.
1—3 октября 1918 г. в Вильно нелегально работал I учредительный съезд Коммунистической партии Литвы и Белоруссии. Основой для создания партии стало левое крыло СДПЛ. Съезд принял важные решения по вопросам политики и тактики партии.
27 февраля 1919 в Вильно на объединённое заседание ЦИКов Литвы и Белоруссии было провозглашено образование Литовско-Белорусской Советской Социалистической Республики (Литбела) со столицей в Вильно. В связи с этим возникла необходимость объединения Коммунистической партии (большевиков) Белоруссии и Коммунистической партии (большевиков) Литвы, насчитывавших к тому времени в своих рядах 17636 коммунистов.
4-6 марта 1919 года состоялся II (Объединительный) съезд Коммунистических партий Литвы и Белоруссии. На съезде присутствовало 159 делегатов от обеих компартий. Съезд избрал Центральный комитет КП(б)ЛиБ, его председателем был избран В.Мицкявичюс-Капсукас, а секретарем ЦК КП ЛиБ — В.Кнорин. В Президиум вошли также З. Ангаретис, В. Богуцкий, Я. Долецкий, С. Иванов, М. Калманович, А. Мясников, И. Уншлихт, К. Циховский, В. Яркин и др. Съезд приветствовал образование Литовско-Белорусской ССР, а также принял ряд решений по экономическим, политическим, военным и организационным вопросам. Были объединены комсомольские организации обеих республик.

## Деятельность в 1919—1920 гг
16 июля 1919 г. ЦК КП(б) ЛиБ передал военные функции военным органам, гражданские — СНК, а после оккупации польскими войсками Минска 8 августа 1919 г. переехал в Бобруйск, Смоленск. Из Смоленска ЦК КП(б) ЛиБ руководил коммунистической подпольной работой и партизанским движением на оккупированных территориях. 3 сентября 1919 г. при ЦК создано Бюро по нелегальной работе. В Смоленске ЦК имел своё издательство, состоявшее из собственного и переведенного из Вильни литовского. По решению ЦК была организована издательская комиссия в составе З. И. Ангаретиса (литовское направление), В. Г. Кнорина (русское направление) (см.), Циховского (польское направление) под техническим руководством З. Ангаретиса. В Смоленске ЦК издавал газеты «Звезда» (на русском языке), «Млот», «Комуниста» (обе на польском языке), «Комунистас» (на литовском языке), «Савецкую Беларусь» (на белорусском языке), «Дер Штерн» (на еврейском языке), произведения В. И. Ленина, брошюры, воззвания, листовки, летучки на русском, польском, белорусском, еврейском языках. При издательской комиссии ЦК существовало издательство под фирмой «Комунисту Книгинелис» (Коммунистическая библиотека), которое издавало различные брошюры на литовском языке и нелегально в Вильне газету «Тiesа» (Правда).
КП Литвы и Белоруссии была представлена на I конгрессе Коминтерна, проходившем 2-6 марта 1919 года в Москве. Делегатом конгресса с правом решающего слова был Казис Гедрис.
Центральный орган КП(б) Литвы и Белоруссии — общественно-политическая газета «Комунистас» (лит. «Komunistas», еженедельник, на литовском языке). После оккупации польскими войсками Литовско-Белорусской Республики газета издавалась в 1919-20 гг. в Смоленске, куда переехали из Минска, Бобруйска ЦК КП(б) ЛиБ и литовское виленское издательство. Редактировали газету З. И. Ангаретис, Матусевич, Барткус.
В июле 1920 после освобождения Минска ЦК КП(б) ЛиБ переехал в Минск.

## Разделение
В связи с оккупацией польскими войсками большей части территории Литвы и Белоруссии 6 июня 1920 Литовско-Белорусская республика была распущена. В сентябре 1920 г. Коммунистическая партия (большевиков) Литвы и Белоруссии вновь была разделена на КП Белоруссии и КП Литвы.